# モノ盆地

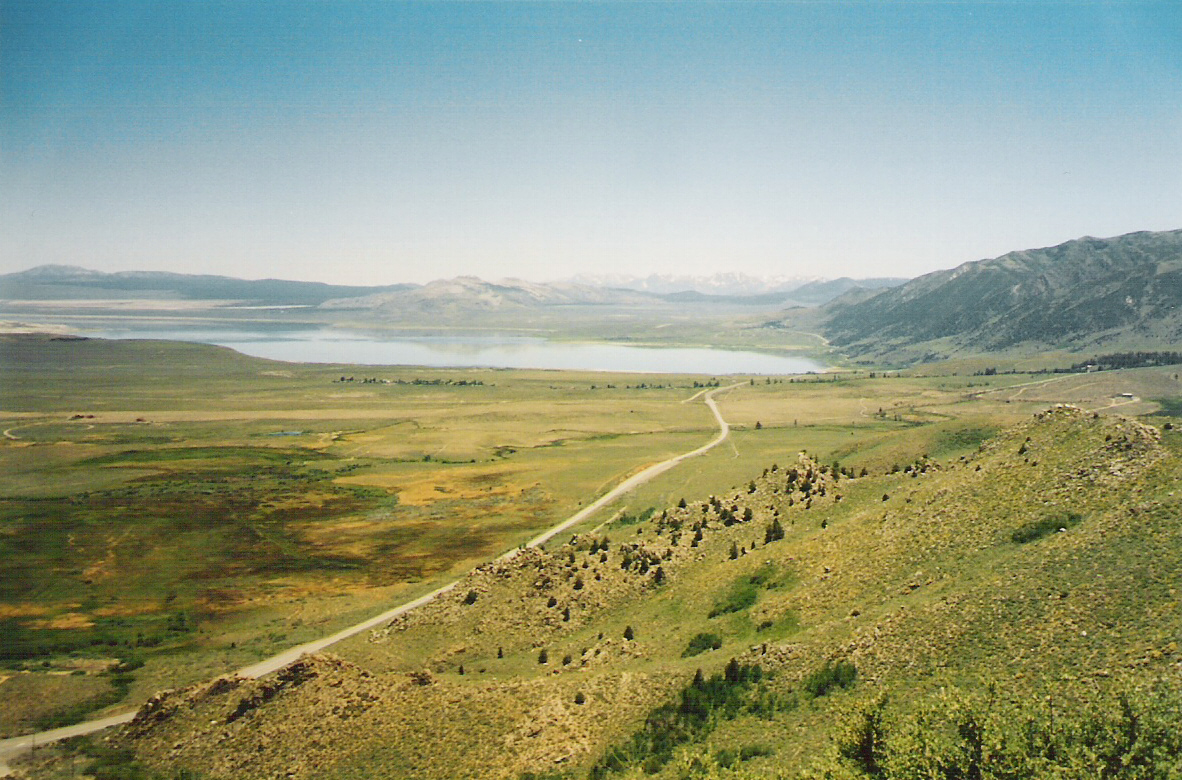

モノ盆地はカリフォルニア州とネバダ州にまたがる、ヨセミテ国立公園の東に位置する流出する河川の無い盆地。西はシエラネバダ山脈、東はコウトラック山地、北はボディヒルズ、南はロングバレーカルデラ北側の尾根に囲まれている。
面積は1,630から2,070 km2と見積もられている。
盆地内で知られた場所としては、モノ湖やモノ・イニョークレーター群、リーバイニングの町がある。